# Benede Oranje
Benede Oranje is een districtsbestuursgebied in het Zuid-Afrikaanse district Siyanda.
Benede Oranje ligt in de provincie Noord-Kaap en telt 9092 inwoners.